# Henry Mavrodin
Henry Mavrodin (n. 31 iulie 1937 în București - d. 17 mai 2022) a fost un pictor român, profesor universitar doctor.

## Educație
- 1953-1957 Școala medie de Arte Plastice -  București, România
- 1957-1963 Institutul de Arte Nicolae Grigorescu, București, România

## Experiență didactică
- 1991-2001 profesor de desen și pictură la Universitatea Națională de Arte București
- 1996-2001 decanul Facultății de Istoria și Teoria Artei, Universitatea Națională de Arte București.
- 2001 - 2006 profesor la Universitatea Națională de Teatru și Film din București

A predat cursuri la Facultatea de Filologie, Universitatea din București, la Universitatea de Arhitectură și Urbanism Ion Mincu din București, master Spațiu Sacru. 
Curs de master Estetica formelor artistice la Centrul de Excelență în Studiul Imaginii, Universitatea din București.

## Activitate de cercetare
- 1996-1999 doctoratul în estetica artelor vizuale cu teza Glaocon sau prestigiul artistului în Cetatea Ideală.

## Expoziții personale-selecție
- 1971 Galleria Internazionale d’arte  La chiocciola, Padova, Italia.
- 1972 Galleria d’arte Viotti, Torino, Italia.
- 1975 Retrospectivă la Centrul Cultural Universitar, Pordenone, Italia.
- 1989 20 de ani de pictură în Italia, Castelul din Bazzano, sub patronatul Municipiului orașului Bazzano, Muzeului Civic și Arheologic, Bazzano, Italia.[7]
- 1998 Muzeul Național de Artă, București, Romania.[8]
- 1998 Mavrodin și studenții săi, Galeria Catacomba, București.
- 1999 Muzeul Morandi Bologna, Italia.[9]
- 2005 Expoziția donației Henry Mavrodin, Moderna Museet, Stockholm, Suedia[10]

## Expoziții de Grup-selecție
- 1963 expoziția promoției clasa Prof.Corneliu Baba, Sala Dalles, București.
- 1963-1970 expune la toate saloanele anuale de pictură și grafică, Sala Dalles, București.
- 1967 Expoziția comemorativă Colocviul Internațional C. Brancusi, Sala Kalinderu, București.
- 1967 Expoziția de grup Pictură și Poezie, Casa Scriitorilor, București.
- 1969 Prima expoziție de pictură a Festivalului Internațional Cagnes sur Mer, Franța.
- 1969-1970 participă la diverse expoziții internaționale reprezentând Romania (Dusseldorf-Germania, Helsinki-Finlanda).
- 1970 Galeria Apolo, București.
- 1970 XXXV  Bienală Internațională de artă de la Venezia.
- 1974 reprezintă Italia la  I Expoziție Internațională de sticlă de la Bruxelles (Belgia).
- 1977 A XX a Quadrienală Națională de artă, Roma, Italia.
- 1996 100 ani de la nașterea lui Tristan Tzara, Sala Dalles, București.
- 1996 Arta anilor 90. Una Bisanzio Latina Galleria Bramante, Roma, Italia.
- 1998 Bucarest 2000 Budapest, Budapesta, Ungaria.
- 1999 Salonul de toamnă, Galeria Apollo, București.
- 1999 Expoziție Rudenie și patrimoniu,organizată de Ministerul Culturii din România și Consiliul European, Sala Kalinderu, București, România.
- 2002 Opere del 900, Galleria Regionale d’Arte Contemporanea Luigi Spazzapan di Gradisca d’Isonzo, Gorizia, Italia.
- 2009 dec. Donația operei monumentale Turnul Babel, Academia Română, proiect finațat de Fildas Art.
- 2009  Expoziție Ciubotaru & Mavrodin - obiect (sala Theodor Pallady, Biblioteca Academiei Române) și donația operei monumentale Turnul Babel, Academiei Române, proiect finanțat de Fildas Art.[11]

## Premii, burse și ordine
- 1967 Premiul tinerilor artiști  (U.A.P., București, România)
- 1968 Premiul I și Medalia de Aur la Târgul Internațional de carte ediția ‘68, București, România.
- 1968 Al III-lea Premiu Național pentru pictură  (U.A.P., București, Romania).
- 1968 burse de studiu în URSS și în Belgia.
- 1969 Premiul Pavilionului românesc la Primul Festival Internațional de Pictură de la Cagnes sur Mer, Franța .
- 2005 Ordinul Steaua Solidarității Italiene în grad de Comandor, decernat de Președintele Italiei
- 2015 Marele Premiu (U.A.P., București, România)[12]
- 2019 Ordinul Național „Serviciul Credincios” în grad de cavaler, decernat de Președintele României[13]

## Călătorii de studii
- 1977-1989 călătorii de studiu in patru continente

## Lucrări în muzee
- Muzeul de artă contemporană, Moderna Museet din Stockholm, Suedia

## Aprecieri
Expoziția este un eveniment care se oferă rar pe parcursul unui secol, prin înălțime de spirit, profunzime a simțirii și savantă  picturalitate. Nu am entuziasme subite. Recunosc doar, copleșit de evidență, măreția unei arte ciudate, tulburătoare, provocatoare față de timp și mediu, de ideea de desăvârșire, anormală într-o lume care cultivă efemerul, superficialitatea, impostura și succesul financiar. (Un amănunt: Henry Mavrodin nu vinde pictură, de vreme ce ea este trăită ca dialog intim cu destinul ori cu Dumnezeu, oricine ar fi el.) Cunoscând moralitatea artiștilor, știu că va fi urât, pentru gloria  lui restrânsă, strălucitoare, durabilă. Pentru un artist mare, îmi mărturisea eminentul istoric de artă Eugenio Riccomini, care a consacrat în Italia o monografie pictorului nostru și a avut amabilitatea de a-i deschide expoziția la București, dușmanii sunt importanți. Henry Mavrodin e un aliaj straniu de orgoliu  și umilință.  Un orgoliu firesc pentru vocațiile creatoare (numai funcționarii publici și alții  ca ei au dreptul la mediocritate) și o umilință la fel de firească în raport cu țintele  mari din istoria  artei, pe care fatalmente visează să le atingă și să le egaleze. 
El vădește un respect sacru față de marea  pictură  europeană a secolelor trecute, în spațiul afectiv al căreia se consideră un fericit  prizonier. Din câteva rațiuni fundamentale probabil: consonanță  spirituală, nevoia de sens, urgența interogației filosofice, posibilitatea de a sonda sublimele complicații ale tehnicii. Cei care refuză improvizația, impunerea rapidă și ieftină, se pare că nu au altă cale de ales.
(...)Contemplăm senini o pictură care ne fixează cu nesaț, melancolic, implorător, agresiv, echivalând unei mute dureri, condamnate la tăcere, la confesiune strict vizuală. Culorile par scornite de providență, se supun rațiunii și intuiției deopotrivă, în raporturi implacabile, și prin aceasta perfecte. Obiectele au o viață secretă. Chipurile iau uneori aparența  măștilor, peisajele, compozițiile  luptă cu evidența lor volumetrică, răstignită inevitabil în bidimensionalitate. Ambiguitatea lor rafinată vrea să contopească în pura vizualitate consistența materială și fantoma ei, lectura  mentală a unei imagini în perspectivă și concretețea plană a suprafeței pânzei.
Henry Mavrodin e un suflet suspendat între două lumi. Elaborarea unei lucrări poate dura ani, notați cu scrupulozitate pe fondul lucrării, ca pe un răboj. Viteza lumii de astăzi l-a aruncat în afara ei, dar în miezul artei eterne.  Admiratorii săi vor fi rari, dar de bună calitate. Este ultimul foc de artificii al uimitoarei aventuri a picturii, începută cu secole  în  urmă, îmi mărturisea profesorul Eugenio Riccomini. Spațiul său de manevră pare îngust. Nu e.
Între amintirea marilor valori trecute și contemporaneitatea incapabilă să-și instaleze temeinic propriile valori,  pictorul nostru, un risipitor al timpului, agonisindu-și încăpățânat și oarecum avar moartea din viață, se instalează confortabil ca pe un pământ nelocuit. Umple un gol uriaș și tratează  răni care sângerează încă tăinuit, pe urmele  maestrului său, la al cărui neobișnuit portret a lucrat șapte ani. Și de la care a deprins  că arta nu mărșăluiește cu regimentul-gașcă, ci se consumă într-o dulce și amară solitudine. Cornel Radu Constantinescu

## Eseuri si scrieri de Henry Mavrodin
- 1992 Vechea lege a lui Lavoisier, ediție bilingvă italiană-română, Aspasia F.M. Editore, f. a., Bologna, Italia.
- 1996 Eseu despre desen, F.M. Editore, f. a., Bologna, Italia.
- 1997 Sursele istorice, filosofice și religiose ale ideilor estetice la Platon, Revista de filosofie, XLIV, 5, Editura Academiei Române, București, 1997, p. 495-511.
- 1998 Glaocoon sau prestigiul creatorului în Cetatea ideală, Revista de filosofie, XLV, 2, Editura Academiei Române, București, 1998, p. 161-180.
- 1999 Platon și creștinismul, “Revista de filosofie”, Editura Academiei Române, 1999.
- 2000 Glaocon sau prestigiul artistului în Cetatea Ideală, Paidea, București, Romania.
- 2002 Laudatio, în volumul colectiv, Omagiu Dan Grigorescu la 70 de ani, Ex Ponto, Constanța, 2002, p. 17-18.
- 2002  Însemnări și note la Gabriel Liiceanu,  Observatorul cultural, 137 / 8.10-14.10.2002.
- 2003 Imaginea ca pretext, în volumul colectiv 13 abordări ale imaginii, Editura Universității Ovidius, Constanța, 2003, p. 33-36.
- 2003  Despre idealitate,“Observatorul cultural”, 195, 18.11-24.11.2003.
- 2006 Introducere la pretenția pentru baroc, “Idei în dialog”, 6 (21)/2006, p. 13-17.
- 2006 Gemenele vitrege, “Idei în dialog”, 7 (22)/2006, p. 21-22.
- 2006 Despre anatomia sacrului, “Idei în dialog”, 11 (26)/2006, p. 32-33.
- 2007 Privirea – reprezentare bizantină și cubism, “Idei în dialog”, 3 (30)/2006, p. 38-39.
- 2007 Scurtă pledoarie împotriva adevărului, “Viața românească”, 3-4/2007, p. 168-174.
- 2009 Gemenele vitrege, Paideia, București, 208 pag (teza de doctorat în estetică).

## Texte critice
- 1966 Eugen Schilleru București, Romania; 1969 N. Argintescu Amza, București, Romania; 1969 Petru Comarnescu; 1969 Michel Gaudet, Paris, Franța; 1970 Ion Frunzetti București, Romania; 1970 Mihai Drișcu București, Romania; 1971 Umbro Appolonio, Venezia, Italia; 1972 Marziano Bernardi, Torino, Italia; 1972 Luigi Carluccio, Torino, Italia; 1973 Paolo Rizzi, Venezia, Italia; 1974 R.L. Bortolatto, Treviso, Italia;1974  Eugènie de Keyser, Bruxelles, Belgia; 1975 Luciano Padovese, Pordenone, Italia; 1975, 1976 Giuseppe Marchiori, Venezia, Italia; 1976 Giuseppe Marchiori, Venezia, Italia; 1989, 1999 Eugenio Riccomini, Bologna, Italia; 1998, 1999 Cornel Radu Constantinescu, București, Romania; 1998 Sorin Dumitrescu, Pavel Șușară, București, Romania; 1998, 1999 Tudor Octavian, București, Romania; 2005 Lars Nittve, Stockholm, Suedia; 2005 Iris Müller Westermann, Stockholm, Suedia;

## Interviuri și articole
- Alexandrescu Raluca, Interviu cu Henry Mavrodin, „Observator cultural” 32, 3 oct.-9 oct. 2000, p. 18-19.
- Argintescu Amza, Nicolae,  Expoziția tineretului , “România literară”, 16.06.1969.
- Antim, Corneliu, Arta ca versiune corectată a realității: Henry Mavrodin, “Curentul cultural”, 23.10.1998.
- Barcan Luiza, Un artist român în circuitul universal de valori, „Adevărul literar și artistic”, 26.07. 2005, p. 13.
- Bernardi, Marziano, Satira românului Mavrodin, “La Stampa”, Torino, 21.06.1972.
- Bidu, Gabriela, Henry Mavrodin expune la Muzeul Național, „Cronica Română”, 25.10.1998.
- Bortolato, Luigina Rossi, Prezentarea unui caiet de serigrafii, Treviso, 1974.
- Cârstea, Mircea, Trecutul este unicul mort cu miros seducător, „Observator cultural” 179(437), 21-27 aug. 2008.
- Comarnescu, Petru, Expoziția tinerilor artiști, “Informația Bucureștiului”, 7.07. 1969, p. 2.
- Constantinescu, Cornel Radu, Triumful inerției, „Adevărul”, 22 oct. 1998.
- Constantinescu, Cornel Radu, Bologna omagiază un mare pictor român: Henry Mavrodin, “Adevărul literar și artistic”, 1.02.2000.
- Constantinescu, Cornel Radu, Expoziția Henry Mavrodin, „Adevărul”, 17.10.1998.
- Constantinescu, Cornel Radu, Specia cu un singur exemplar, “Adevărul literar și artistic”, 12.01.1999.
- Drișcu, Mihai, Mundus est fabula: Henry Mavrodin, “Arta plastică”, nr. 6, 1970, p. 5-6.
- Dumitrescu, Sorin, Devoțiune și dadaism, “Adevărul literar și artistic”, 27.10.1998.
- Frunzetti, Ion, 6 artiști români la Veneția – Henry Mavrodin, “Contemporanul”, nr. 26, 26.06.1970, p. 7.
- Gaudet, Michel, Primul festival internațional de pictură de la Cagnes sur Mer, „Les Lettres Françaises”, 14.05.1969, p. 25.
- Grigoraș, Florin, De vorbă cu Henry Mavrodin, „Universul cărții”, nr. 10, 1998, p. 9-16.
- Ivașcu, Sabina, Despre timp și circumstanțe. Interviu cu Henry Mavrodin, „Curierul românesc”, nr. 4 (IX), apr. 1997, p. 7.
- Keyser, Eugénie de, Sculpturi în sticlă, din prezentarea catalogului expoziției 7.05-9.06.1974 , “L’Art du Verre dans les pays de marché commune”, Bruxelles, 1974.
- Modreanu, Cristina, 400 de studenți luptă în van pentru un profesor universitar. Universitatea de arte din București, „Adevărul”, 18 nov. 2000, p. 5.
- Mușat, Carmen, Portret Henry Mavrodin, „Observator cultural” 31(288), 29 sept. – 5 oct. 2005, p. 1-4.
- Müller Westermann, Iris, Catalogul donației Henry Mavrodin la Moderna Museet, august 2005, Stockholm.
- Rizzi, Paolo, Livio Seguso și Henry Mavrodin, Galeria Il Traghetto I, Veneția, 22.09.1973.
- Stanca Dan, La Muzeul Național de Artă. Henry Mavrodin, „România liberă”, 18.10.1998.
- Șușară, Pavel, Înmormântarea pictorului Țuculescu, ”România literară”, nr. 49, 1998.
- Șușară, Pavel, O, tristă Tzara, “România literară”, nr. 19, 15-21.05.1996.
- Tănăsescu Antoaneta, Distanța dintre invenție și descoperire, „Dilema”, nr. 15 (III) ian 1999.